# Младенец
Младенецът е названието на Исус Христос от рождението му до навършване на 12 години. Четирите канонични Евангелия, приети от повечето християни днес, нямат никакво повествование за годините между младостта на Исус и посещението му в Храма, когато той е бил на 12 години. Названието се ползва и за новородено бебе.

## Литургични празненства
Църковните празници, свързани с детството на Христос, са:
- Празникът Рождество на Исус Христос – 25 декември;
- Празникът Обрезание Господне – от 1 януари (Православна църква)[1];
- Празникът Богоявление, обединен в православието с Кръщение Господне – 6 януари;
- Празникът Санто Ниньо (Santo Niño) – трета неделя през януари (Филипини)[2];
- Празникът Сретение Господне – 2 февруари.

## Отразяване в изкуството
От около III-IV век насам, Младенецът често е показван на картини и скулптури. Обикновено това са Рождествени сцени, показващи раждането на Исус, с майка му Мария и съпругът ѝ Йосиф. Изображенията на Христос като бебе с Дева Мария, известни като Мадона и детето, са иконографски типове в Източните и Западните традиции на християнството.
През Средновековието, Младенецът е изобразяван с черти на възрастен. Църквата изисква модела „хомункулус“, което означава малък човек, за да уеднакви физическите представи за Исус. През Ренесанса има завръщане към ценностите и формите на гръцката и римска античност, с претворяване на Исус в съответстващия с възрастта реалистичен детски вид.